# Earth to the Unknown Power
Earth To The Unknown Power je sedmá nahrávka Davida Hykese.

## Seznam skladeb
1. Flight of Prayer
2. Brotherhood Returning
3. Le Souffle Du Seigneur
4. Earth To The Unknown Power
5. Earth To The Unknown Power Alleluia

## Hudebníci
- David Hykes - zpěv
- Timothy Hill
- Robert Mann
- Eric Barret
- Carter Burwell
- Majorie Johnson
- Seth Markel
- Rebecca Krause